# Pyranja
Pyranja [ˌpyˈraːnja] (* 1978 in Rostock, bürgerlich Anja Käckenmeister) ist eine deutsche Rapperin. Einen größeren Bekanntheitsgrad außerhalb der Hip-Hop-Szene erlangte sie hauptsächlich aufgrund ihrer Teilnahme am Bundesvision Song Contest 2006, bei dem sie für ihr Heimatland Mecklenburg-Vorpommern antrat und den achten Platz erreichte.
Ihr Künstlername ist ein Wortspiel aus Piranha und ihrem bürgerlichen Vornamen Anja. Gelegentlich benutzt sie den Alternativnamen Christiane Latte, der ihr Alter Ego repräsentiert.

## Biografie

### Jugend und Anfang der Karriere

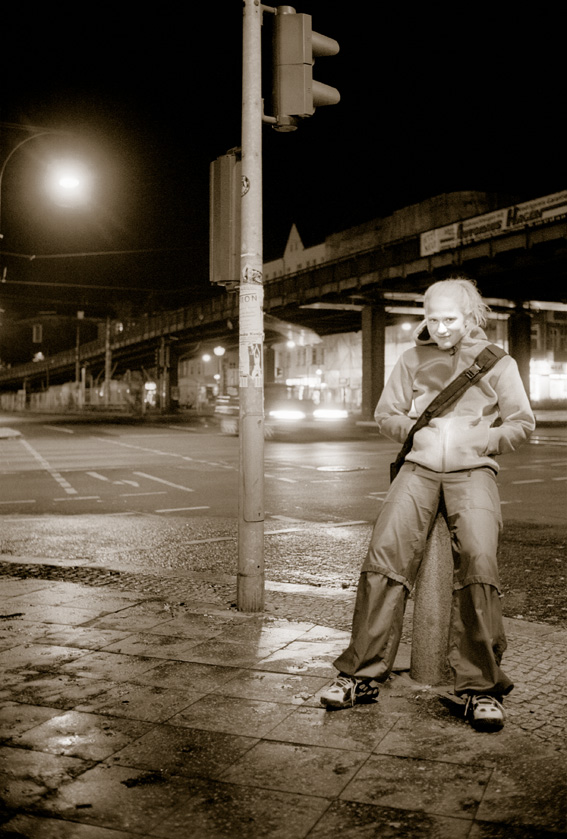
Pyranja in Hamburg (1999)

Pyranja wuchs zusammen mit ihrem Bruder in Rostock auf und absolvierte dort 1998 ihr Abitur. Sie begann bereits im Alter von zwölf Jahren, sich für Hip-Hop, zunächst in Form von Breakdance zu interessieren. Mit 16 schrieb sie ihre ersten Rap-Texte; bereits ein Jahr später folgte der erste Auftritt. Nach einem einjährigen Aufenthalt in Boston (USA), bei dem sie die Hip-Hop-Kultur in ihrem Ursprungsland kennenlernte, zog sie zurück nach Berlin, da sie dort die besten Möglichkeiten für ihre Weiterentwicklung in der Rapbranche sah. Frühe Unterstützer und Wegbereiter waren die befreundeten Rapgruppen DCS und die Underdog Cru. In Berlin nahm Pyranja 1999 gemeinsam mit Schattenmann ihr erstes Demotape auf. Durch die neuen musikalischen Kontakte folgten diverse Featurebeiträge für andere Künstler, unter anderem auch mit Joe Rilla.

### Wurzeln & Flügel(2001–2003)
2001 ging sie gemeinsam mit Curse, DCS, Tefla & Jaleel und Lenny auf die so genannte Feuerwasser-Tour, womit sie szeneintern in einem größeren Maße auf sich aufmerksam machen konnte. Zusammen mit diesem Künstlern bildete sie anschließend das Projekt Swingerclub, das noch im selben Jahr eine gleichnamige Single herausbrachte. Außerdem trat sie im Juli 2001 auf dem Hip-Hop-Festival splash! auf.
Das Label Def Jam Germany bekundete großes Interesse an der aufstrebenden Rap-Künstlerin und so veröffentlichte es im selben Jahr Pyranjas erste eigene EP, die den Namen Im Kreis trägt. Obwohl sie nicht viel Promotion erhielt, erreichte sie Platz 83 der deutschen Singlecharts. Nachdem auch das Album Wurzeln & Flügel 2002 fertig produziert war und kurz vor der Veröffentlichung stand, kam es allerdings zum Bruch zwischen den Geschäftspartnern, da infolge Def Jams Fusion mit Urban/Universal ihr Vertrag nicht verlängert wurde. Ihr Debütalbum erschien sodann ein Jahr später auf Dackel Enterprise, was den Erfolg allerdings nicht beeinträchtigte.

„Natürlich weint man mal oder will ganz aufhören. Und dann hört man einen neuen Beat und möchte sofort wieder einen Rap drauf schreiben. Wenn man es von außen betrachtet, ist das schon wahnsinnig, wie oft ich mich wieder aufrappeln musste. Aber es ist eben so in mir drin, da geht es um Leidenschaft, die gibt man nicht so schnell wieder auf.“

2002 trat sie außerdem im ZDF-Dokumentarfilm Will einmal bis zur Sonne gehn der Regisseurin Petra Mäussnest zusammen mit Cora E. und Brixx auf.

### Frauen & Technik(2004/2005)
2004 gründete Pyranja ihr eigenes Independent-Label Pyranja Records, um fortan unabhängiger agieren zu können. Dort erschien auch ihr zweites Album Frauen & Technik, das ursprünglich als Mixtape geplant war, sowie die Single-Auskopplung Zeilen für dich. Noch im selben Jahr gründete sie mit ihren ostdeutschen Kollegen Joe Rilla, Dra-Q, und Jamie White die Rapformation Ostblokk. Der Name bezieht sich auf die ostdeutsche Herkunft der Mitglieder. Deren Album Einmal um Blokk, auf dem jeder Rapper zu gleichen Teilen vertreten ist, wurde im gleichen Jahr veröffentlicht; Singles des Quintetts waren Samba und Yeah. Ende 2004 hatte Pyranja außerdem eine Nebenrolle im Film Status Yo!, auf dessen Soundtrack sie durch einzelne Gastbeiträge ebenfalls vertreten war.
Im Sommer 2005 traf sie auf den Produzenten Holger Laudert sowie den Sänger Lukas Fröhlich. Zusammen mit ihnen entstand die EP Pyranja vs. Laudert & Fröhlich, die Stücke der Künstlerin in neuen Versionen enthielt.

### Laut & Leise(seit 2006)

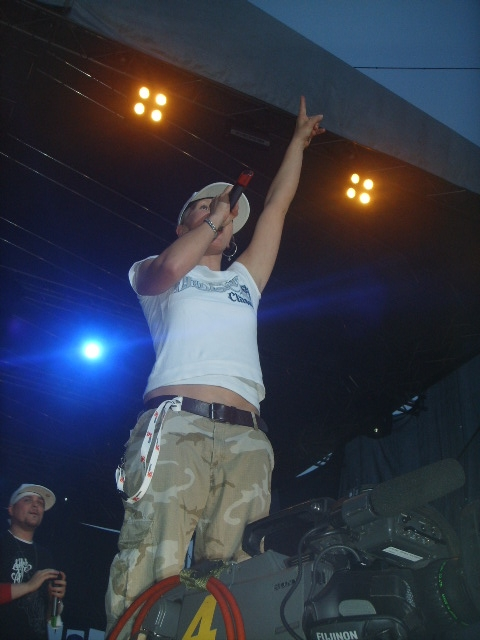
Pyranja auf einem Konzert in Posen (2006)

Das Jahr 2006 begann mit der Veröffentlichung der Single Nie wieder, die Platz 87 der Single-Charts erreichte. Am 10. Februar folgte das Album Laut & Leise, das sowohl musikalisch als auch textlich vielfältiger ausfiel als seine Vorgänger. Außerdem vertrat sie mit dem Stück Nie wieder ihre Heimat Mecklenburg-Vorpommern beim Bundesvision Song Contest von Stefan Raab und schaffte einen achten Platz.
Am 15. September 2006, zwei Tage vor der Landtagswahl von Mecklenburg-Vorpommern, nahm sie zusammen mit Musikern wie Silbermond, Brothers Keepers und anderen in Schwerin an der Veranstaltung Laut gegen Rechts teil, bei der gegen einen sich abzeichnenden – und hinterher tatsächlich vollzogenen – Einzug der NPD in den dortigen Landtag demonstriert wurde, ebenso 1. Mai 2007. Vom 27. Oktober 2006 bis Ende 2007 moderierte sie außerdem alle zwei Wochen die Nachtsendung „Nightflight“ auf Radio Fritz, seit 2008 ist sie dort Redakteurin und Moderatorin der Sendung „Soundgarden“.
2007 trat sie auf der Karlsruher Open-Air-Veranstaltung Das Fest auf. Im selben Jahr erschienen die Bücher Krasse Töchter. Mädchen in Jugendkulturen. und Female HipHop. Realness, Roots und Rap Models, bei denen sie bei einzelnen Kapiteln Autorin war. Außerdem absolvierte sie an der Universität der Künste Berlin nach einem mehrjährigen Studium der Gesellschafts- und Wirtschaftskommunikation ihr Diplom. Ihre Diplomarbeit erschien 2008 im VDM-Verlag unter dem Titel Warum so wenig Frauen rappen. Seither schreibt sie für mehrere Magazine und spielte in Filmen mit.

## Pyranja Records
Die Gründung ihrer eigenen Independent-Plattenfirma Pyranja Records geschah im Juli 2004 anlässlich der Veröffentlichung ihres zweiten Albums Frauen & Technik. Vertrieben wird sie über groove attack und ist ausschließlich für Veröffentlichungen der Künstlerin zuständig. Weitere Partner sind Raptaster und Premium Blend. 2004 äußerte sie sich in einem Interview zu ihrem Label folgendermaßen:

„Als ich noch beim Major war, haben alle, mit denen ich zusammenarbeiten wollte, zuerst nach dem Geld gefragt. Jetzt erreiche ich so viel mehr, obwohl ich überhaupt keine Kohle habe. […]

Abgesehen davon bin ich Label-Boss, Marketing Chefin, Promo-Tussi, Controller, Product Manager und A&R in einem. Ich habe ganz klein angefangen und mir alles eingeteilt. Irgendwann kam aber der Zeitpunkt, wo das alles nicht mehr alleine zu schaffen war. Und durch Zufall habe ich mir immer mehr Leute ins Boot geholt. Natürlich helfen mir die Ostblokk-Jungs, wo sie nur können. Ein Freund hat mich bei der Promo unterstützt, eine Freundin hat mich für die Tour mit Planet Asia gebucht, ich war mit den Leuten von "Status Yo!" unterwegs, andere haben einfach so ein Video für mich gedreht – es entsteht einfach alles. Und die ganzen Leute würden das auch nicht für mich machen, wenn sie es nicht fühlen würden. Das ist das Schöne dabei. Manchmal ist es auch ganz schön, kein Geld zu haben, denn dann erkennt man die Wahrheit im Menschen, und man merkt, auf wen man sich verlassen und wem man vertrauen kann. Darüber hinaus bin ich ein Typ, der schlecht Aufgaben abgeben kann. Daher ist es auch für mich eine gute Lehre, mal zu sagen, ich muss etwas delegieren, weil ich es sonst nicht schaffe. […]
Wenn du einen ganz normalen Job hast oder noch zur Schule/Uni gehst, dann kannst du abends die Tür hinter dir zumachen und die Probleme vielleicht vergessen. Das kannst du aber nicht machen, wenn du deine eigene Firma hast. Du denkst 24 Stunden daran. Schwierig sind für mich die Dinge, die mit der Buchhaltung zu tun haben, Abrechnungen und Steuern und solche Sachen. Alles, was mit Zahlen zu tun hat.“

## Diskografie
Alben
- 2003: Wurzeln & Flügel,[7] Dackel Enterprise
- 2004: Frauen & Technik,[8] Pyranja Records
- 2006: Laut & Leise,[9] Pyranja Records

Singles und EPs
- 2000: Swingerclub, Phlatline Records
- 2000: Fremdkörper / Kennzeichen D Pt.2, Def Jam Promo
- 2000: Im Kreis / Nachtflug, Def Jam Promo
- 2001: Im Kreis (EP), Def Jam Germany
- 2002: Reine Nervensache, Def Jam Promo
- 2003: Egal Was Ihr Sagt, Dackel Enterprise
- 2004: Zeilen Für Dich, Pyranja Records
- 2005: Pyranja vs. Laudert & Fröhlich (EP), Pyranja Records
- 2006: Nie Wieder, Pyranja Records
- 2017: Overkill, Springstoff

Ostblokk
- 2004: Einmal Um Blokk, Ostblokk Plattenbau
- 2005: Samba, Ostblokk Plattenbau

Sonstiges
- 2001: Special Broadcast (mit Fiva MC), Beatz aus der Bude
- 2006: Guess who's back, Juice CD Vol. 61, Juice Magazin
- 2011: Retro Tape 1 (mixed by DJ Easy), Pyranja Records

## Werke
- Anja Käckenmeister: Warum so wenig Frauen rappen: Ursachen, Hintergründe, Antworten. VDM Verlag Dr. Müller, Saarbrücken 2008, ISBN 978-3-8364-6410-9.
- Caroline Korneli und Pyranja: Zwei Bitches ziehen blank. Verlag Neues Leben, Berlin 2013, ISBN 978-3-355-01811-1.
- Pyranja: Weil verlassen brennt wie Feuer und nicht alles glänzt was bling ist. Oetinger34, Hamburg 2016, ISBN 978-3-95882-033-3.